# Infiniti Q60
Infiniti Q60 — купе і кабріолет середнього класу виробництва японської компанії Infiniti, який в 2013 році замінив Infiniti G.

## Перше покоління (2013-2016)

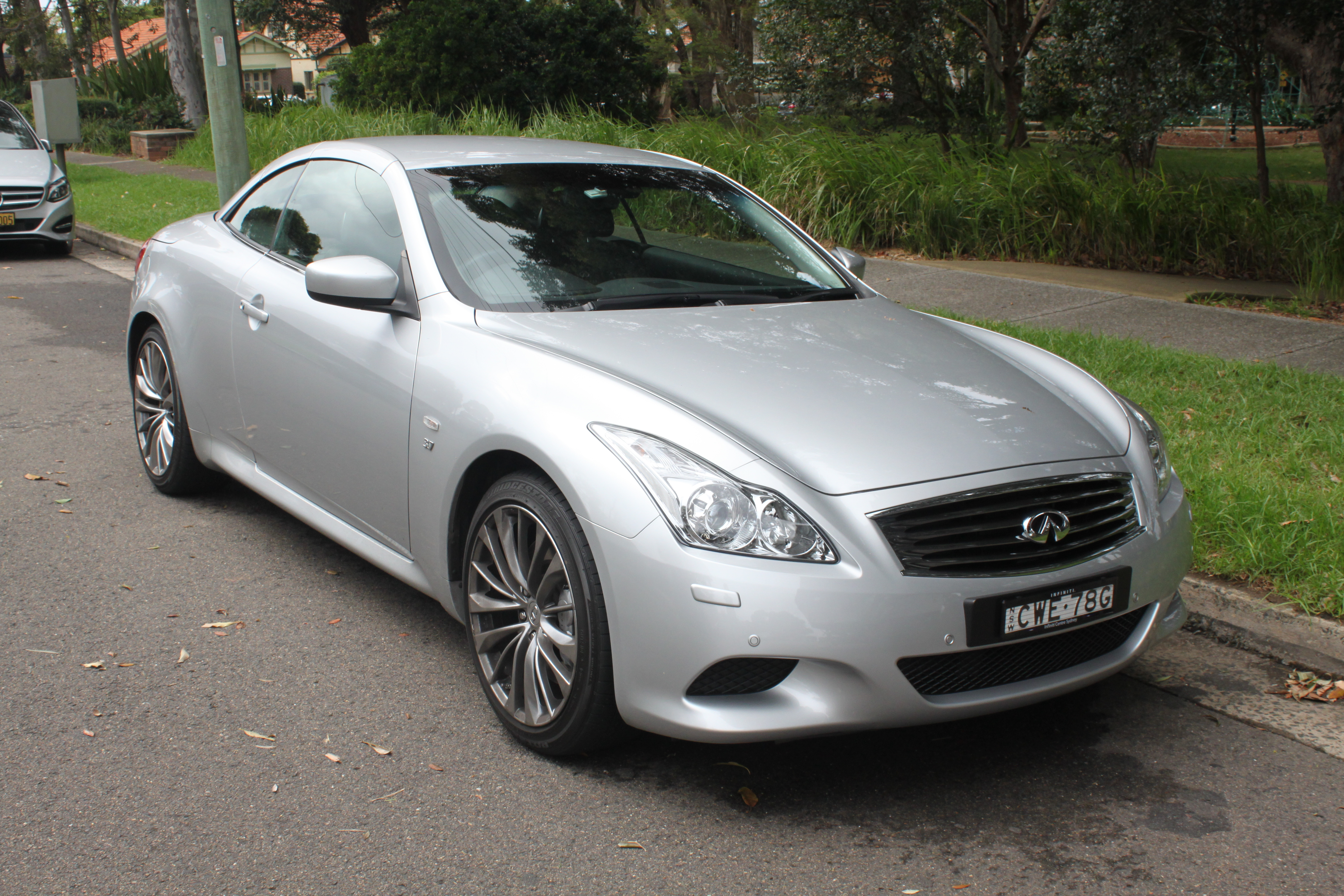
Infiniti Q60 (V36)

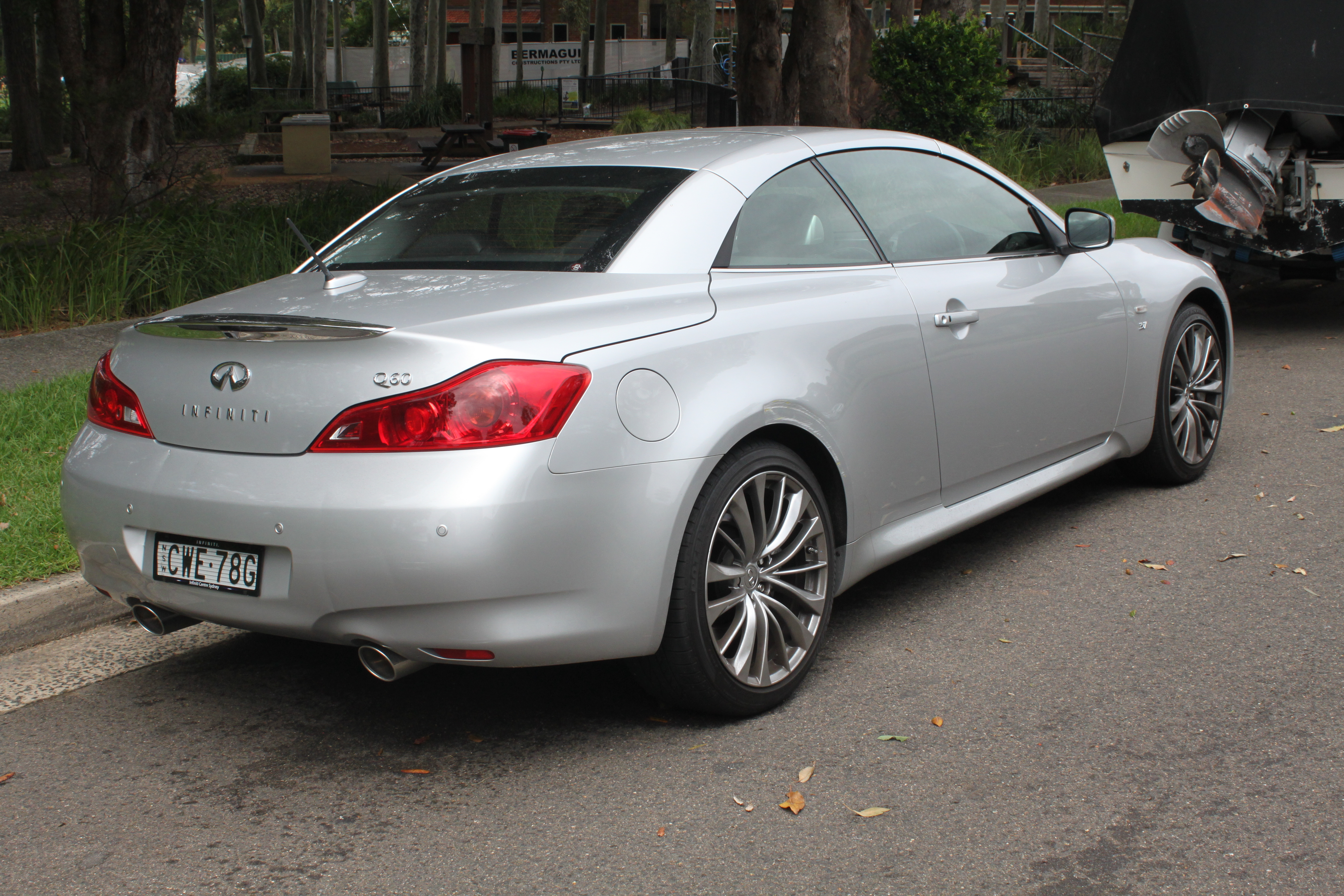
Infiniti Q60 (V36)

Перше покоління є модернізованим варіантом Infiniti G (V36) і також збудоване на платформі Nissan FM (front midship). Модель доступна в кузові купе і кабріолет.

### Двигуни
- 3.7 л VQ37VHR V6 330 к.с.
- 3.7 л VQ37VHR V6 348 к.с. (IPL coupe)

## Друге покоління (з 2016)

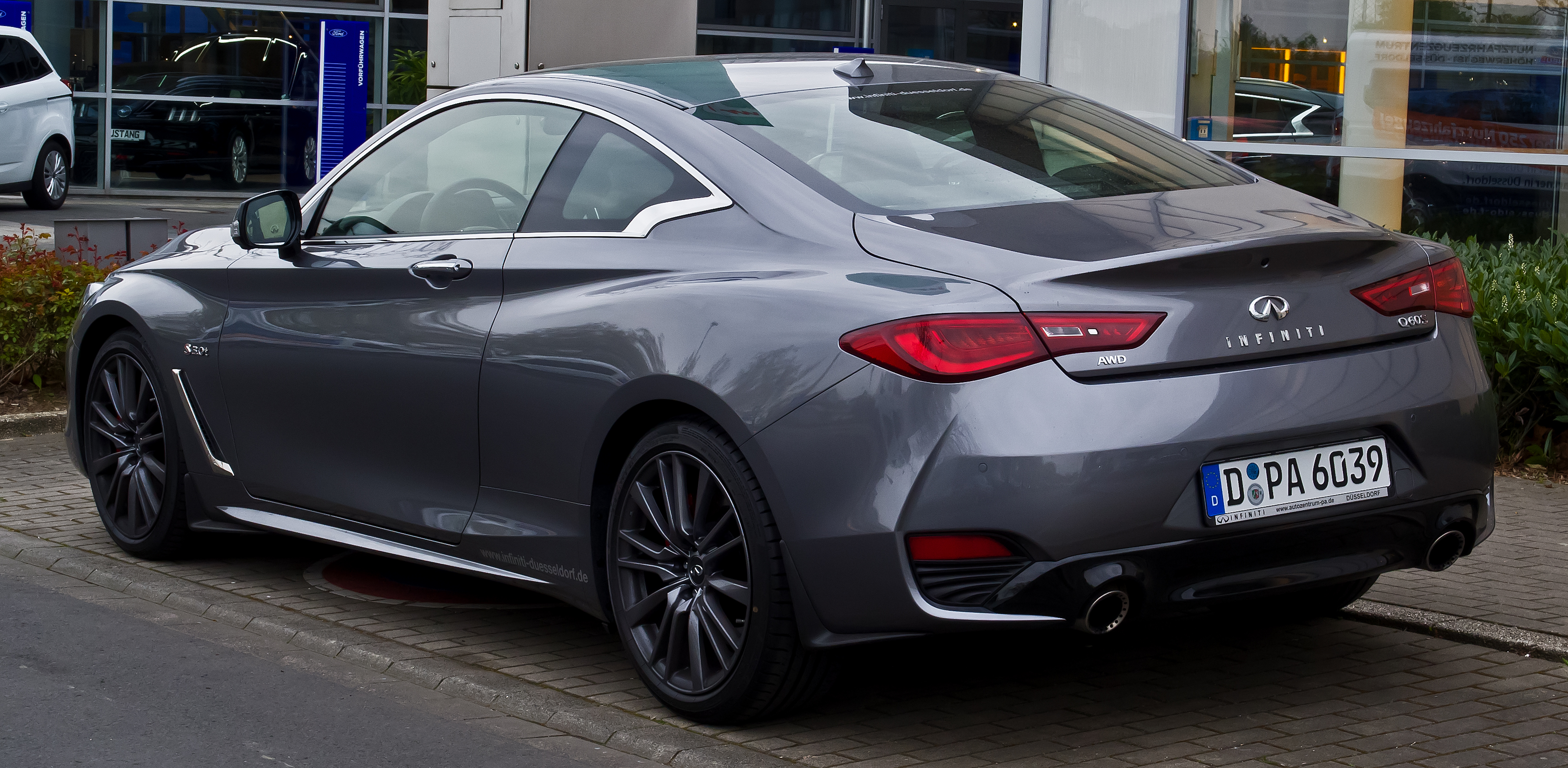
Infiniti Q60 (V37)

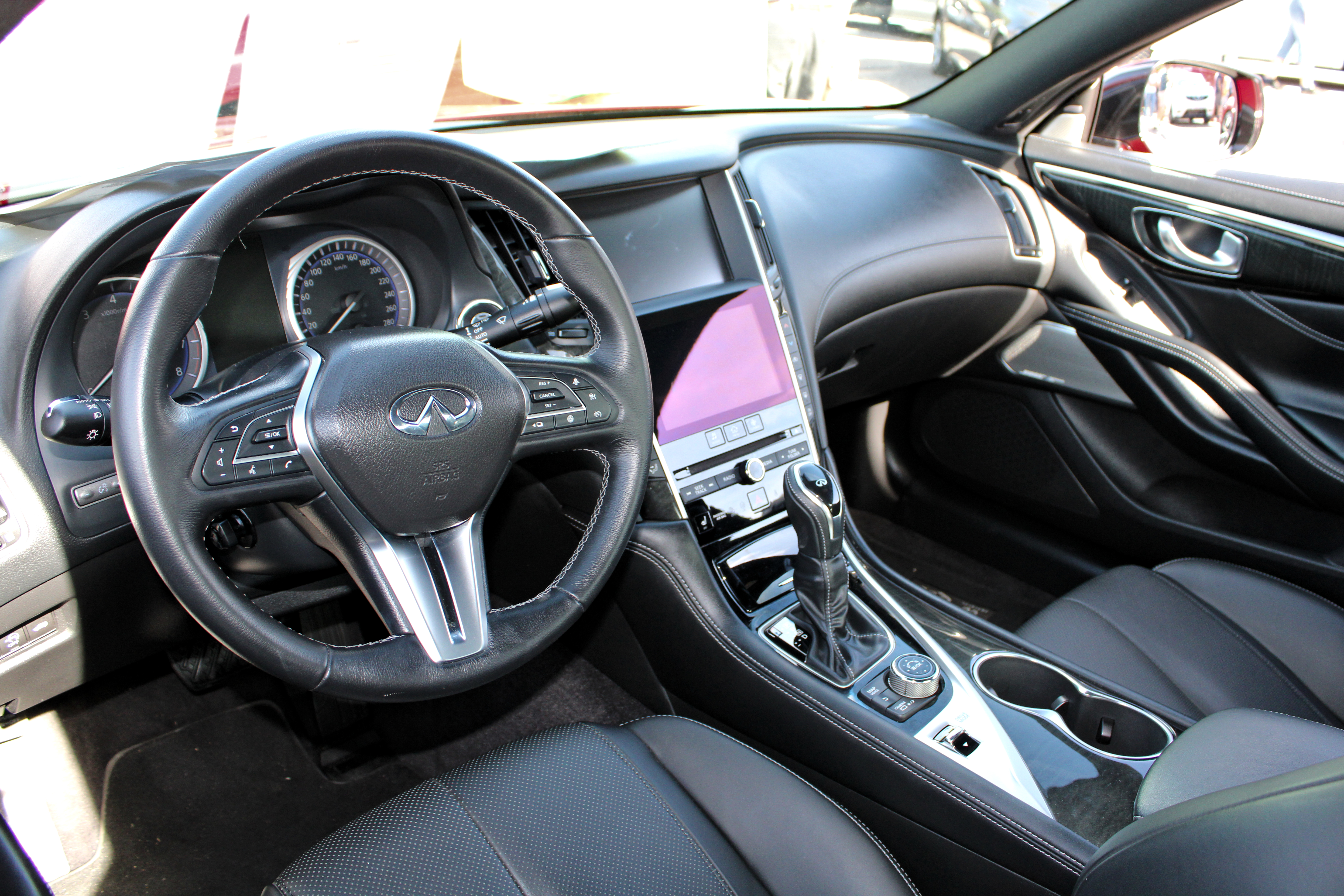
Infiniti Q60 (V37)

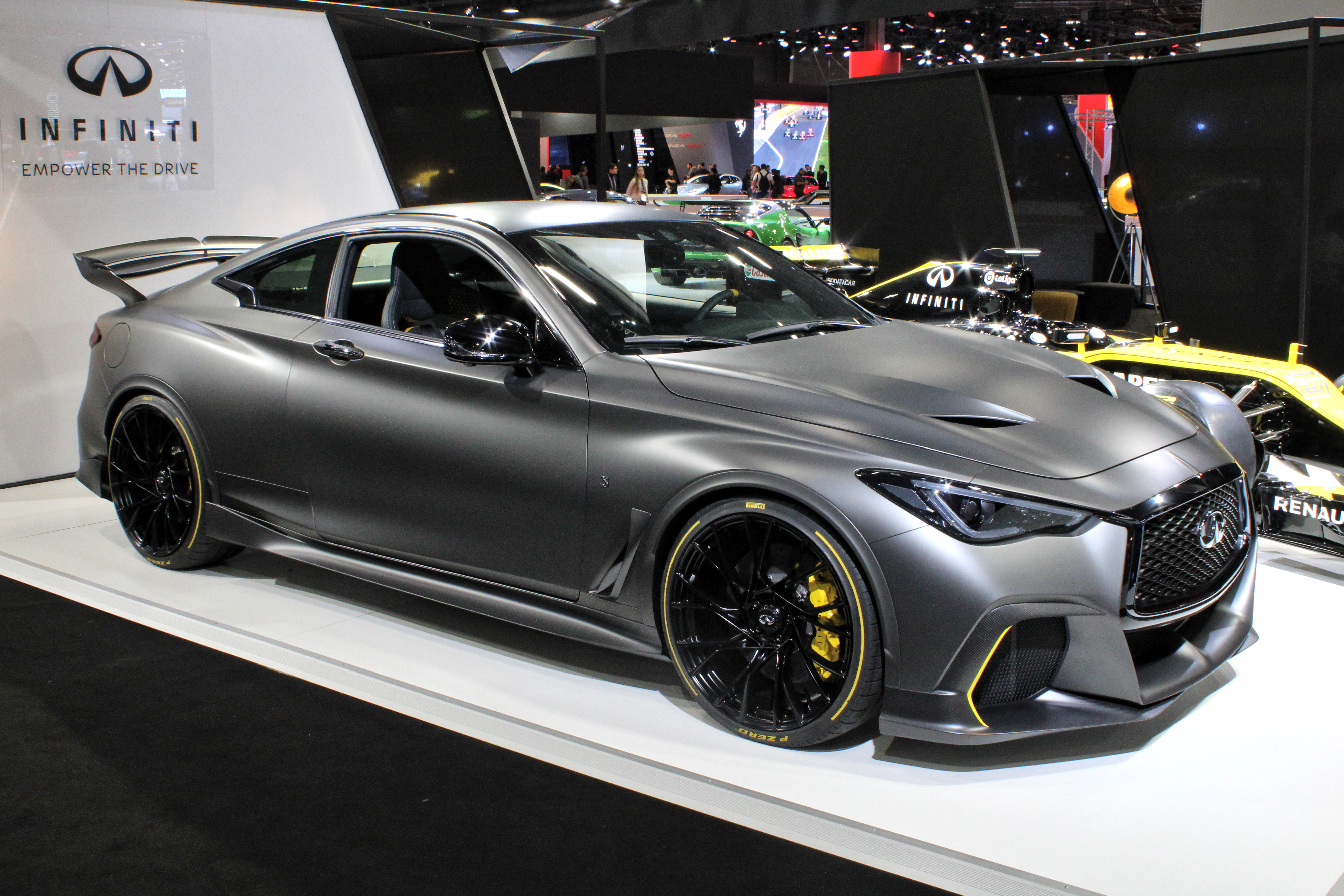
Infiniti Q60 Project Black S

В 2016 році дебютувало другого покоління Infiniti Q60 (індекс V37), що збудоване на модернізованій платформі Nissan FM. Модель доступна виключно в кузові купе.
6 березня 2017 року на 87-му автосалоні в Женеві компанія Infiniti разом з командою Renault Sport F1 представила Q60 Hybrid Electric Vehicle Project Black S. З 3,0 л бензиновим двигуном V6 від Q60S потужністю 405 к.с. та системи рекуперації енергії (ERS) від автомобілів формули 1.
У 2020 році до стандартної комплектації Infiniti Q60 додали Apple CarPlay і Android Auto.
У 2021 модельному році Infiniti додала до варіантів кольорів кузова Q60 нові відтінки Grand Blue та Slate Grey, а також розширила список помічників водія для комплектації Luxe. 
Infiniti Q60 2022 пропонує багажник об'ємом 246 л.  

### Технічні характеристики
| Модель      | Код двигуна  | Об'єм     | Циліндри  | Потужність         | Крутний момент | 0–100 км/год | Vмакс.    | Витрати л/100 км |
| Бензинові   | Бензинові    | Бензинові | Бензинові | Бензинові          | Бензинові      | Бензинові    | Бензинові | Бензинові        |
| ----------- | ------------ | --------- | --------- | ------------------ | -------------- | ------------ | --------- | ---------------- |
| 2.0t Р4 16V | M274 DE20 AL | 1991 см³  | Р4        | 157 кВт (211 к.с.) | 320 Нм         |              |           |                  |
| 3.0t V6 24V | VR30DDTT     | 2997 см³  | V6        | 221 кВт (304 к.с.) | 400 Нм         |              |           |                  |
| 3.0t V6 24V | VR30DDTT     | 2997 см³  | V6        | 298 кВт (405 к.с.) | 475 Нм         |              |           |                  |

## Продажі
| Рік  | США    | Канада |
| ---- | ------ | ------ |
| 2013 | 9,806  | 500    |
| 2014 | 7,740  | 424    |
| 2015 | 3,949  | 408    |
| 2016 | 3,970  | 422    |
| 2017 | 10,751 | 1,118  |
| 2018 | 9,071  | 848    |
| 2019 | 5,043  | 522    |
| 2020 | 2,792  | 258    |
| 2021 | 2,728  | 307    |
| 2022 | 1,847  | 180    |